# المعركة المنسية
المعركة المنسية هو فيلم هولندي عن الحرب العالمية الثانية من إخراج ماتيس فان هيجينينن جونيور، يصور الفيلم أحداث معركة سخيلده. الفيلم من بطولة جيس بلوم، جيمي فلاترز وسوزان رايدر، صدر الفيلم على منصة نتفليكس في 15 أكتوبر 2021.

## روابط خارجية
المعركة المنسية على موقع IMDb (الإنجليزية)
- المعركة المنسية على موقع ميتاكريتيك (الإنجليزية)
- المعركة المنسية على موقع روتن توميتوز (الإنجليزية)
- المعركة المنسية على موقع نتفليكس (الإنجليزية)
- المعركة المنسية على موقع ألو سيني (الفرنسية)
- المعركة المنسية على موقع قاعدة بيانات الفيلم (الإنجليزية)
- المعركة المنسية على موقع ليتربوكسد (الإنجليزية)
- المعركة المنسية على موقع كينوبويسك (الروسية)